# Maesa loloruensis
Maesa loloruensis är en viveväxtart som beskrevs av Herman Otto Sleumer. Maesa loloruensis ingår i släktet Maesa och familjen viveväxter. Inga underarter finns listade i Catalogue of Life.